# Puertos abiertos

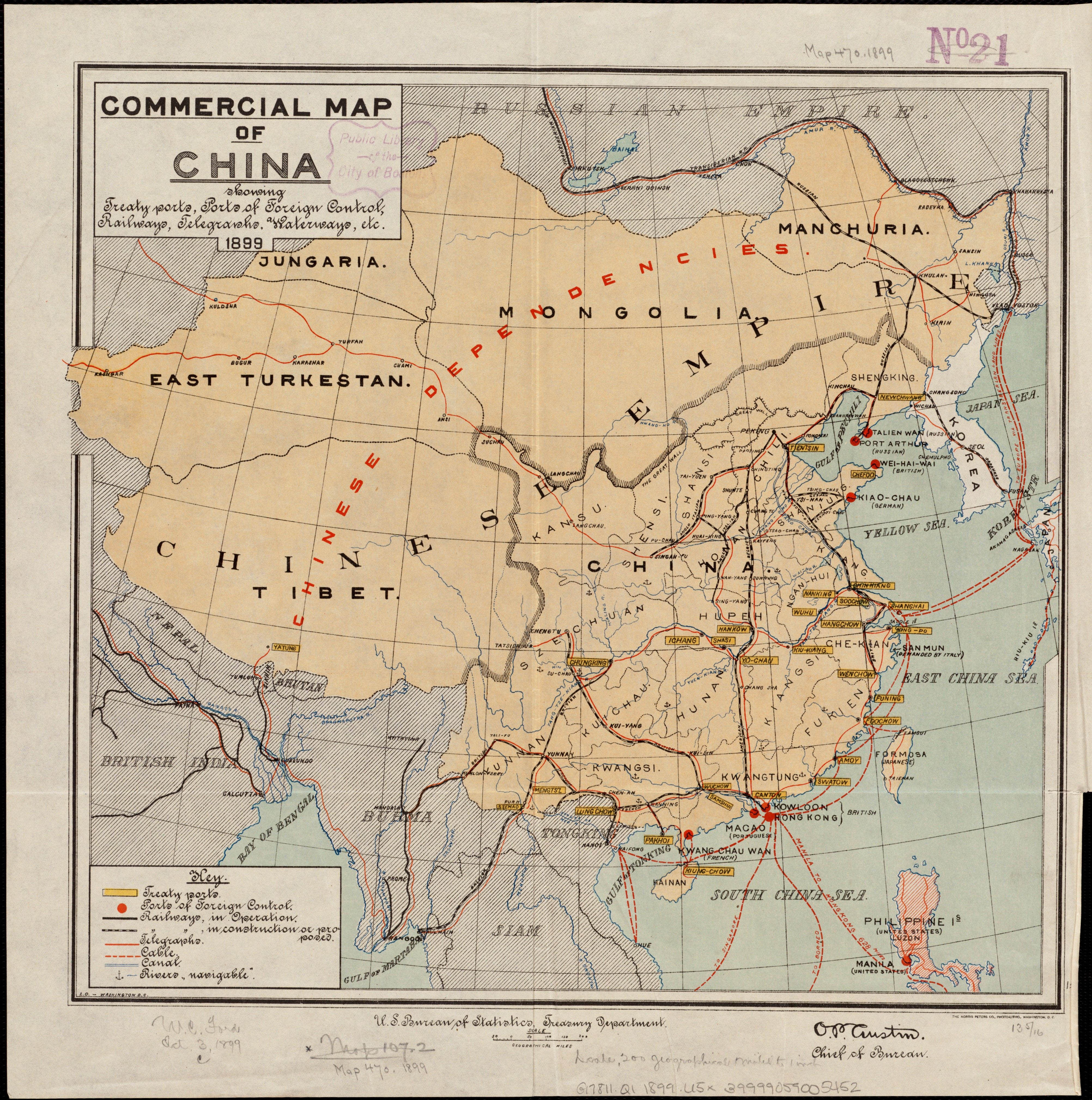
Mapa comercial de China que muestra los puertos abiertos en 1899.

El término puertos abiertos se usaba para referirse a las ciudades portuarias de China y Japón que se abrieron al comercio exterior principalmente por los tratados desiguales con las potencias occidentales, así como las ciudades de Corea abiertas de manera similar por el Imperio japonés.

## Puertos abiertos chinos
Artículo principal: Lista de puertos abiertos chinos
Los británicos establecieron sus primeros puertos abiertos en China al concluir la primera guerra del Opio por el Tratado de Nankín en 1842. Además de ceder la isla de Hong Kong al Reino Unido a perpetuidad, el tratado también estableció cinco puertos abiertos en Shanghái, Cantón (Guangzhou), Ningpo (Ningbo), Fuchow (Fuzhou) y Amoy (Xiamen). Al año siguiente, los chinos y los británicos firmaron el Tratado del Bogue, que agregó disposiciones para la extraterritorialidad y el estatus de nación más favorecida para este último país. Las negociaciones posteriores con los estadounidenses (Tratado de Wanghia de 1843) y el francés (Tratado de Whampoa de 1844) condujeron a nuevas concesiones para estas naciones en los mismos términos que los británicos.
El segundo grupo de puertos abiertos se creó después del final de la segunda guerra del Opio en 1860 y, finalmente, se establecieron más de 80 puertos abiertos sólo en China, involucrando a muchas potencias extranjeras.

### Características

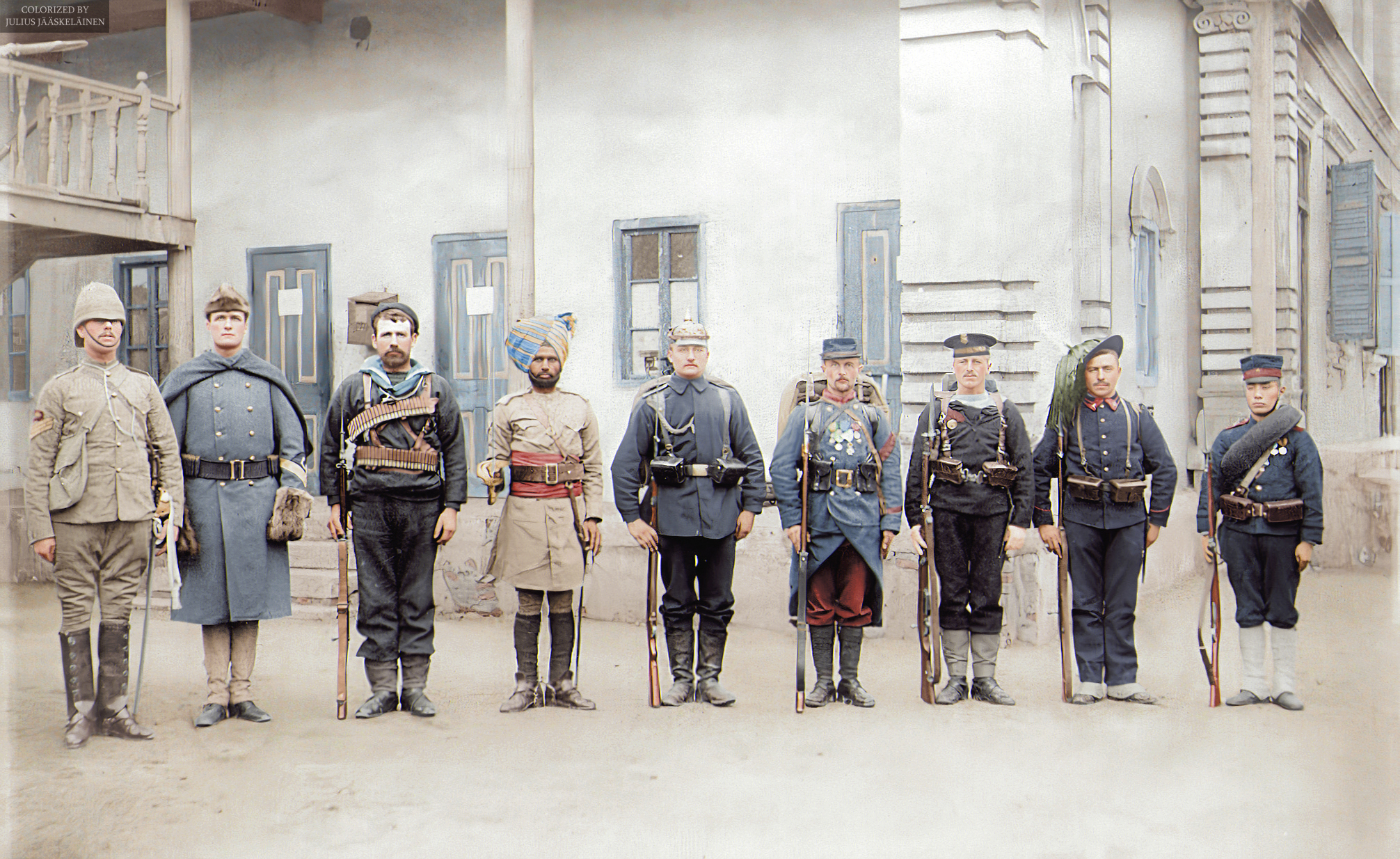
Soldados de la Alianza de las Ocho Naciones, Tianjin, año 1900.

Todos los extranjeros vivían en secciones de prestigio recientemente construidas para ellos en los bordes de las ciudades portuarias existentes. Disfrutaron de la extraterritorialidad legal, según lo estipulado en los tratados desiguales. Se establecieron clubes, hipódromos e iglesias extranjeras en las principales ciudades de los puertos abiertos. Algunas de estas áreas portuarias fueron arrendadas directamente por potencias extranjeras como en las concesiones en China, quitándolas efectivamente del control de los gobiernos locales.
Las imágenes occidentales de los puertos del tratado chino se centran en la geografía distintiva del "bund", una franja de tierra larga y estrecha en una ubicación privilegiada en la costa donde se ubicaban los negocios, oficinas, almacenes y residencias de todos los extranjeros. El Bund de Shanghái fue el más grande y famoso. El North Riverbank en Ningbo (hoy conocido como el Viejo Bund), fue el primero en China, abriéndose en 1844, 20 años antes del Bund de Shanghái. Un bund típico contenía británicos, alemanes, franceses, estadounidenses, japoneses y otros nacionales.
Incluso una escala salarial modesta les permitiría tener numerosos sirvientes chinos. El paquete era una operación autónoma con sus propias tiendas, restaurantes, instalaciones recreativas, parques, iglesias. tribunales, policía y gobierno local. Las instalaciones generalmente estaban fuera del alcance de los nativos. Los británicos, que con mucho dominaban el comercio exterior con China, normalmente eran con mucho la mayor presencia. Los hombres de negocios y los funcionarios generalmente traían a sus propias familias con ellos y se quedaban por años, pero enviaban a sus hijos mayores a Inglaterra para recibir educación.
La soberanía china era solo nominal. Oficialmente, a las potencias extranjeras no se les permitía estacionar unidades militares en el vínculo, pero en la práctica, a menudo había uno o dos buques de guerra en el puerto.

### Tratados de capitulación chinos
El sistema de puertos abiertos en China duró aproximadamente cien años. Comenzó con la guerra del Opio de 1841 y terminó con el ataque de 1941 en Pearl Harbor. Las principales potencias involucradas fueron los británicos, los franceses y los estadounidenses, aunque a fines del siglo XIX todas las principales potencias estaban involucradas, incluidos los países latinoamericanos y el Estado Libre del Congo. No es posible poner una fecha exacta al final de la era del puerto del tratado. Los rusos renunciaron a sus derechos de tratado a raíz de la revolución rusa en 1917, y los alemanes se vieron obligados a conceder sus derechos de tratado después de su derrota en la Primera Guerra Mundial.
Noruega renunció voluntariamente a sus derechos de tratado en un tratado de capitulación de 1931. Los tres poderes principales del tratado, los británicos, los estadounidenses y los franceses, continuaron manteniendo sus concesiones y jurisdicciones extraterritoriales hasta la Segunda Guerra Mundial. Esto terminó cuando los japoneses irrumpieron en sus concesiones a raíz del ataque a Pearl Harbor a fines de 1941. Luego renunciaron formalmente a sus derechos de tratados en un nuevo acuerdo de "tratados iguales" con el Gobierno Nacionalista de Chiang Kai-shek en el exilio en Chungking en 1943
Mientras tanto, el gobierno títere pro-japonés en Nankín firmó un tratado de capitulación con el gobierno francés de Vichy en 1943. Esto no fue reconocido por el líder francés libre Charles de Gaulle. En 1946, para inducir a los chinos a desalojar la mitad norte de la Indochina francesa, de Gaulle firmó un tratado de capitulación con el gobierno nacionalista (Kuomintang) de Chiang Kai-shek.
Los puertos abiertos desparecieron a finales de la década de 1940 cuando los comunistas tomaron el poder en China en 1949.

### Principales puertos abiertos
| Provincia o municipio actual | Ciudades                             | Fecha       | Concesionarios extranjeros |
| ---------------------------- | ------------------------------------ | ----------- | --- |
| Shanghái                     | Shanghái                             | 1842–1946   | El Gran Shanghái tenía tres secciones: comprendían el Concesión Internacional de Shanghái del Reino Unido y los Estados Unidos, la Concesión francesa de Shanghái y el bund de Shanghái. |
| Jiangsu                      | Nankín (Nanjing)                     | 1858        | |
| Jiangsu                      | Zhenjiang                            |             | |
| Jiangxi                      | Jiujiang                             |             | |
| Hubei                        | Hankou, ahora parte deWuhan (Hankow) | 1858–1945   | Francia, Imperio alemán, Imperio del Japón, Reino Unido |
| Hubei                        | Shashi                               |             | Imperio del Japón |
| Hubei                        | Yichang                              |             | |
| Hunan                        | Changsha                             | 1937–1945   | Imperio del Japón |
| Hunan                        | Yuezhou                              |             | |
| Sichuan                      | Chongqing (Chungking)                |             | |
| Zhejiang                     | Ningbo (Ningpo)                      | 1841–1842   | Reino Unido |
| Zhejiang                     | Wenzhou                              |             | Reino Unido |
| Fujian                       | Fuzhou (Foochow)                     | 1842–1945   | Imperio del Japón, Reino Unido |
| Fujian                       | Xiamen (Amoy)                        | 1842–1912   | Reino Unido |
| Guangdong                    | Cantón(Guangzhou)                    | 1842–WWII   | Imperio del Japón, Reino Unido |
| Guangdong                    | Shantou (Swatow)                     | 1858        | Reino Unido |
| Guangdong                    | Sanshui                              |             | |
| Guangdong                    | Haikou (Qiongshan)                   | 1858        | |
| Guangxi                      | Beihai                               | 1876–1940s? | EEUU, Francia, Italia, Portugal, Bélgica, Imperio alemán, Reino Unido, Imperio austrohúngaro                                                                                             |
| Guangxi                      | Nanning                              |             | |
| Yunnan                       | Mengzi                               |             | |
| Yunnan                       | Simao                                |             | |
| Yunnan                       | Dengyue                              |             | |
| Shandong                     | Yantai                               |             | |
| Hebei                        | Tianjin (Tientsin)                   | 1860–1902   | EEUU, Rusia, Francia, Italia, Portugal, Bélgica, Imperio alemán, Reino Unido y Imperio austrohúngaro                                                                                     |
| Liaoning                     | Niuzhuang                            | 1858        | |
| Liaoning                     | Yingkou                              |             | |
| Liaoning                     | Shenyang                             |             | |
| Jilin                        | Changchun                            |             | |
| Jilin                        | Hunchun                              |             | |
| Heilongjiang                 | Harbin                               | 1898–1946   | Rusia, EEUU, Imperio alemán, después Imperio del Japón y URSS |
| Heilongjiang                 | Aihun                                |             | Rusia, URSS |
| Heilongjiang                 | Manzhouli                            |             | Rusia, URSS |
| Nueva Taipéi                 | Tamsui                               | 1862        | |
| Tainan                       | Tainan                               | 1858        | Francia |

### Territorios arrendados
En estos territorios, las potencias extranjeras obtuvieron, en virtud de un tratado de arrendamiento, no solo el derecho al comercio y las exenciones para sus súbditos, sino un control verdaderamente colonial sobre cada territorio de concesión, anexión de facto:

| Territorio         | Provincia moderna | Fecha                 | Territorio arrendado | Notas |
| ------------------ | ----------------- | --------------------- | -------------------- | --- |
| Kwantung           | Liaoning          | 1894–1898             | Imperio del Japón    | Ahora Dalian |
| Kwantung           | Liaoning          | 1898–1905             | Imperio ruso         | Ahora Dalian |
| Kwantung           | Liaoning          | 1905–1945             | Imperio del Japón    | Ahora Dalian |
| Weihaiwei          | Shandong          | 1898–1930             | Reino Unido          | |
| Qingdao            | Shandong          | 1897–1922             | Imperio alemán       | |
| Nuevos Territorios | Hong Kong SAR     | 1842; 1860; 1898–1997 | Reino Unido          | Estos son los territorios adyacentes a la concesión perpetua original de Hong Kong y su extensión de Kowloon en 1860. |
| Guangzhouwan       | Guangdong         | 1911–1946             | Francia              | Ahora Zhanjiang |

## Puertos abiertos japoneses
Japón abrió dos puertos al comercio exterior, Shimoda y Hakodate, en 1854 (Tratado de Kanagawa), a los Estados Unidos.
En 1858, con el Tratado de Amistad y Comercio designó cuatro puertos más, Kanagawa, Hyogo, Nagasaki y Niigata. El tratado con los Estados Unidos fue seguido por otros similares con Gran Bretaña, los Países Bajos, Rusia y Francia. Los puertos permitieron la extraterritorialidad legal para los ciudadanos de las naciones del tratado.
El sistema de puertos de tratados terminó en Japón en los años 1899 como consecuencia de la rápida transición de Japón a una nación moderna. Japón había buscado seriamente la revisión del tratado, y en 1894, firmó un nuevo tratado con Gran Bretaña que revisó o derogó el tratado "desigual" anterior. Otros países firmaron tratados similares. Los nuevos tratados entraron en vigor en julio de 1899.

## Puertos abiertos coreanos
Tras el Tratado de Ganghwa de 1876, el reino coreano de Joseon acordó la apertura de tres puertos estratégicos y la extensión de la extraterritorialidad legal a los comerciantes Meiji. El primer puerto abierto de esta manera fue Busan, mientras que Incheon y Wonsan lo siguieron poco después. Estas ciudades se convirtieron en importantes centros de actividad mercantil para los comerciantes de China y Japón hasta la colonización de Corea por parte de Japón en 1910.